# Villalobón
Villalobón település Spanyolországban, Palencia tartományban. Villalobón Fuentes de Valdepero, Valdeolmillos, Villamediana, Magaz de Pisuerga és Palencia községekkel határos. Lakosainak száma 1900 fő (2024).

## Népesség
A település népessége az elmúlt években az alábbi módon változott:
| Lakosok száma | 406  | 608  | 893  | 1227 | 1475 | 1542 | 1612 | 1690 | 1826 | 1900 |
|               | 2001 | 2004 | 2007 | 2009 | 2012 | 2014 | 2017 | 2019 | 2022 | 2024 |